# San Andrés Lagunas
San Andrés Lagunas è un comune del Messico, situato nello stato di Oaxaca.